# Tianhe-I
Tianhe-I o Tianhe-1 (en chino tradicional, 天河一號; en chino simplificado, 天河一号; pinyin, Tiānhé yīhào, español "Vía Láctea Número 1") es una supercomputadora ubicada en el National Super Computer Center en Tianjin, China.
En octubre de 2010 se presentó una versión del ordenador denominada Tianhe-IA, que logró coronarse como la supercomputadora más potente del mundo llegando a alcanzar los 2,5 petaflops. Posteriormente cedió ese puesto en favor de la Computadora K construida en Japón.

## Características de Tianhe-IA
- Operaciones de Coma Flotante por Segundo: 2507 petaflops (Rmáx), 4669 petaflops (Rpeak)
- Sistema operativo: Linux
- Job scheduler: SLURM job scheduler[3]
- Consumo: 4,04 megawatts
- Memoria: 98 304 GB
- Procesadores: 14 336 Xeon X5670 (CPU), 7.168 Nvidia Tesla M2050 (GPU propósito general)
- Propósitos: Simulación aérea, extracción de petróleo, otros[4]
- Costo: 88 000 000 dólares[5]